# Brookesia tristis
Brookesia tristis là một loài thằn lằn trong họ Chamaeleonidae. Loài này được Glaw, Townsend & Vences mô tả khoa học đầu tiên năm 2012.

## Hình ảnh

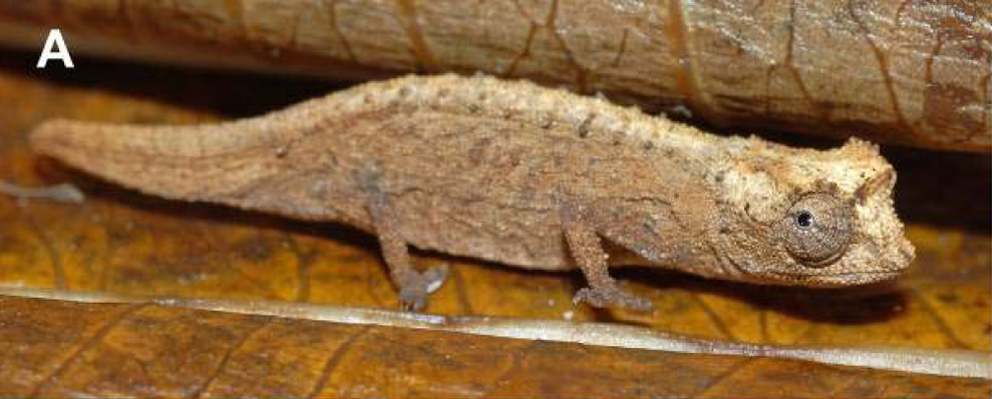